# Печетовское сельское поселение
Пе́четовское се́льское поселе́ние — муниципальное образование в составе Кимрского района Тверской области России.

На территории поселения находятся 56 населенных пунктов. Центр поселения — деревня Печетово.

Образовано в результате муниципальной реформы в 2005 году, включило в себя территории Печетовского, Паскинского и часть Лосевского сельских округов.

## Географические данные
- Общая площадь: 279 км².
- Нахождение: северо-восточная часть Кимрского района.
  - Граничит:
    - на севере — с Быковским СП и Красновским СП,
    - на северо-востоке — с Кашинским районом, Верхнетроицкое СП и Булатовское СП
    - на юго-востоке — с Неклюдовским СП и Устиновским СП,
    - на юге — с Ильинским СП и Маловасилевским СП,
    - на западе — с Горицким СП.

В Печетовском поселении протекают реки Большая Пудица, Малая Пудица и Рудомошь, а в деревне Покровское находятся озёра Большое и Малое, привлекающие рыболовов.
Территория поселения богата мелколиственными и хвойными лесами, в которых обитает большое количество лесных птиц.
Почва в поселении в большинстве своем относится к супесям, во многих местах присутствуют значительные залежи торфа.
От автостанции города Кимры и железнодорожной станции Савёлово до большинства населённых пунктов поселения ежедневно курсирует автобус ПАЗ-3205.

## Экономика
- СПК «Дружба», с/х с развитием растениеводства (деревня Печетово);
- СПК «Яковлевское», с/х с развитием растениеводства (деревня Яковлевское);
- ООО «Охотхозяйство „Покровское“», охотоводство (город Кимры);
- КФХ «Ельников», с/х с развитием животноводства и растениеводства (деревня Николо-Неверьево).

## Население
| 2005 | 2010 | 2011 | 2012 | 2013 | 2014 | 2015 |
| ---- | ---- | ---- | ---- | ---- | ---- | ---- |
| 908  | ↘498 | ↘496 | ↘485 | ↘459 | ↘429 | ↘419 |
| 2016 | 2017 | 2018 | 2019 | 2020 | 2021 |      |
| ↘390 | ↘385 | ↘354 | ↘335 | ↘321 | ↗446 |      |

## Населенные пункты
На территории поселения находятся следующие населённые пункты:
| №  | Тип нп | Название         | Население (2008 год) |
| -- | ------ | ---------------- | -------------------- |
| 1  | дер.   | Бересловлево     | 76                   |
| 2  | дер.   | Биколово         | 9                    |
| 3  | дер.   | Большое Чириково | 0                    |
| 4  | дер.   | Вандышево        | 9                    |
| 5  | дер.   | Володарское      | 7                    |
| 6  | дер.   | Выголово         | 1                    |
| 7  | дер.   | Глухино          | 0                    |
| 8  | дер.   | Глухово          | 4                    |
| 9  | дер.   | Голявино         | 0                    |
| 10 | дер.   | Горожанкино      | 8                    |
| 11 | дер.   | Дуброво          | 12                   |
| 12 | дер.   | Дуты             | 0                    |
| 13 | дер.   | Ескино           | 0                    |
| 14 | дер.   | Жижимориха       | 0                    |
| 15 | дер.   | Завидово         | 0                    |
| 16 | дер.   | Зорино           | 6                    |
| 17 | дер.   | Ильино           | 27                   |
| 18 | дер.   | Киселево         | 2                    |
| 19 | дер.   | Кожевнево        | 0                    |
| 20 | дер.   | Коприлово        | 0                    |
| 21 | дер.   | Костино          | 7                    |
| 22 | дер.   | Кошкино          | 12                   |
| 23 | дер.   | Круглица         | 12                   |
| 24 | дер.   | Лукьяново        | 3                    |
| 25 | дер.   | Мазлово          | 1                    |
| 26 | дер.   | Матвеевка        | 1                    |
| 27 | дер.   | Митрофаниха      | 0                    |
| 28 | дер.   | Москвитино       | 19                   |
| 29 | дер.   | Нечаево          | 0                    |
| 30 | дер.   | Николо-Неверьево | 9                    |
| 31 | дер.   | Овсяниково       | 1                    |
| 32 | дер.   | Одинцово         | 5                    |
| 33 | дер.   | Отрословля       | 7                    |
| 34 | дер.   | Паскино          | 209                  |
| 35 | дер.   | Петровское       | 2                    |
| 36 | дер.   | Печетово         | 91                   |
| 37 | дер.   | Покровское       | 17                   |
| 38 | дер.   | Путышино         | 1                    |
| 39 | дер.   | Радилово         | 46                   |
| 40 | дер.   | Раменье          | 6                    |
| 41 | дер.   | Редриково        | 7                    |
| 42 | дер.   | Ручьи            | 3                    |
| 43 | дер.   | Савино           | 3                    |
| 44 | дер.   | Салово           | 2                    |
| 45 | дер.   | Сельцы           | 9                    |
| 46 | дер.   | Семеново         | 2                    |
| 47 | дер.   | Семенцево        | 4                    |
| 48 | дер.   | Скоково          | 1                    |
| 49 | дер.   | Смольково        | 0                    |
| 50 | дер.   | Сотское          | 10                   |
| 51 | дер.   | Степаново        | 9                    |
| 52 | дер.   | Творогово        | 13                   |
| 53 | дер.   | Ухово            | 0                    |
| 54 | дер.   | Шубино           | 46                   |
| 55 | дер.   | Яковлевское      | 83                   |
| 56 | дер.   | Ярославец        | 19                   |

## История
В середине XIX-начале XX века деревни поселения относились к Яковлевской и Паскинской волостям Корчевского уезда Тверской губернии.

## Известные люди
В ныне не существующей деревне Дубье родился Герой Советского Союза Иван Васильевич Фёдоров.

 В деревне Матвеевка родился Герой Советского Союза Иван Иванович Воробьёв.